# Шаймуратовська сільська рада
Шаймура́товська сільська рада (рос. Шаймуратовский сельский совет) — муніципальне утворення у складі Кармаскалинського району Башкортостану, Росія. Адміністративний центр — село Шаймуратово.

## Населення
Населення — 1627 осіб (2019, 1770 в 2010, 2037 в 2002).

## Склад
До складу поселення входять такі населені пункти:
| Населений пункт         | Населення, осіб (2002) | Населення, осіб (2010) |
| ----------------------- | ---------------------- | ---------------------- |
| Варшавка, присілок      | 96                     | 105                    |
| Грачовка, присілок      | 95                     | 70                     |
| Ільтеряково, село       | 660                    | 626                    |
| Новоандрієвка, присілок | 120                    | 121                    |
| Таусенгірово, присілок  | 84                     | 72                     |
| Шаймуратово, село       | 982                    | 776                    |